# Округ Патнам (Њујорк)
Округ Патнам (енгл. Putnam County) је округ у америчкој савезној држави Њујорк. По попису из 2010. године број становника је 99.710.

## Демографија
Према попису становништва из 2010. у округу је живело 99.710 становника, што је 3.965 (4,1%) становника више него 2000. године.
| Група             | 2000.          | 2010.          |
| Белци             | 85.973 (89,8%) | 82.709 (82,9%) |
| Афроамериканци    | 1.562 (1,6%)   | 2.350 (2,4%)   |
| Азијати           | 1.190 (1,2%)   | 1.882 (1,9%)   |
| Хиспаноамериканци | 5.976 (6,2%)   | 11.661 (11,7%) |
| Укупно            | 95.745         | 99.710         |